# Metaloendopeptidase
Uma metaloendopeptidase é uma enzima a qual funciona como uma metaloproteínase endopeptidase. Número EC 3.4.24.